# Casarão do Valongo
O Casarão do Valongo é um edifício histórico construído entre os anos de 1867 e 1872, a pedido do Comendador Ferreira Netto. O casarão está localizado na cidade de Santos, no estado de São Paulo. É um patrimônio histórico tombado pelo Conselho de Defesa do Patrimônio Histórico, Arqueológico, Artístico e Turístico (CONDEPHAAT), na data de 03 de fevereiro de 1983, sob o processo de nº 00429/74.
Atualmente de propriedade do Governo do Estado, abriga o Museu Pelé.

## História
O Comendador Ferreira Netto começou a construção do casarão no ano de 1867, construindo o primeiro bloco, mas Ferreira Netto veio a falecer em 1868, e Luís Guimarães, sócio de Ferreira Netto, finalizou construindo o segundo bloco, no ano de 1872. O objetivo da construção era para sediar o Governo da Província de São Paulo, mas esse objetivo não se concretizou e o casarão abrigou armazéns, escritórios e comércio diverso. No ano de 1875, sediou o Clube XV. Entre os anos de 1895 e 1939, o primeiro pavimento abrigou comércios e os pavimentos superiores sediou a Intendência de Santos e a Câmara Municipal. Entre os anos de 1940 e 1976, abrigou hotéis, bares e escritórios. O casarão foi afetado por dois incêndios, um no ano de 1985 e outro em 1992 e passou por um longo período de abandono. No ano de 2004, passou por reconstrução, pois os incêndios haviam destruído a maior parte da estrutura do casarão e, em 2014, passou a sediar o Museu Pelé.

## Arquitetura
Casarão de arquitetura neoclássica, foi construída em dois blocos simétricos, ambos com três pavimentos e interligados por uma construção de um pavimento. A estrutura externa foi construída em alvenaria de tijolos e pedras e revestidos em argamassa de cal de conchas. Todos os vãos da fachada possuíam vergas em arco pleno e cantaria em pedra Lioz, vinda de Portugal. As esquadrias foram feitas em madeira pinho. E na fachada, nos pavimentos superiores, haviam portas que davam acesso a um balcão contínuo com gradil em ferro fundido e platibanda revestida com azulejos azuis e brancos. O telhado em quatro águas foi coberto com telhas de Marsella. Foram construídos cunhais em argamassa nas quinas da fachada em formato de colunas jônicas com base em granito.Na parte interna do casarão, os pisos foram construídos em madeira sobre barrotes e as paredes tipo francesas. Com o passar dos anos e as diversas ocupações, as paredes internas sofreram alteração e foram construídas com alvenaria de tijolos e tabiques de madeira e consequentemente precisou reforçar os barrotes do piso com vigas de ferro, para sustentar o peso das paredes em alvenaria.

## Museu Pelé
O Museu Pelé foi inaugurado em 2014 e está aberto ao público, com entrada paga. O acervo do museu compõe objetos que contam a trajetória de vida e carreira do jogador de futebol Edson Arantes do Nascimento, conhecido mundialmente como Pelé. O Museu está localizado no Largo Marquês de Monte Alegre, nº 1 – Centro Histórico - Bairro de Valongo.